# Blackstar (пісня)
«Blackstar» (стилізовано як «★») — пісня англійського рок-музиканта Девіда Бові. Вийшла як головний сингл з двадцять шостого й останнього однойменного студійного альбому музиканта 19 листопада 2015 року. «Blackstar» посіла 61 місце в британському хіт-параді UK Singles, 70 місце у французькому чарті синглів і 78 місце в Billboard Hot 100. На 59-й церемонії вручення премії «Греммі» «Blackstar» отримала премію за найкращу рок-пісню та за найкраще рок-виконання . Пісня триває 9 хвилин 57 секунд, що зробило її найдовшою композицією, яка входила до чарту Billboard Hot 100, обігнавши «A Better Place to Be» Гаррі Чепіна; Tool побили цей рекорд у 2019 році з синглом «Fear Inoculum».

## Про пісню
За своїм жанром «Blackstar» — це артрокова, аванджазова, прогрокова, електронна та барокова пісня. Її також описували як «авангардно-джазову науково-фантастичну сентиментальну любовну пісню», яка містить «драм-енд-бейсовий ритм, мелодію з двох нот з елементами григоріанського співу, [та] зміну тактових розмірів». У блюзовій повільній середній частині пісня змінюється від груву в стилі ейсід-хауз до інтерлюдії з присмаком R&B. Спочатку пісня була довжиною більш як одинадцять хвилин, але дізнавшись, що iTunes не публікуватиме сингли довжиною понад десять хвилин, Бові та Вісконті скоротили її до 9:57, зробивши другим за довжиною треком Бові після «Station to Station». Співак не хотів заплутувати слухачів, випускаючи різні версії окремим синглом та у складі альбому, тому вони збігаються.
«Blackstar» випустили 19 листопада 2015 року для цифрового завантаження, а 2017 року — як 12-дюймовий сингл лише в Японії. Крім того, що композиція була випущена в однойменному альбомі, трек звучить у вступних титрах телесеріалу «Останні пантери».

## Відеокліп
Музичне відео на «Blackstar» — це сюрреалістичний десятихвилинний короткометражний фільм, знятий режисером «Останніх пантер» Йоханом Ренком. В ньому зображено жінку з хвостом, яку грає Еліза Ласовскі, що знаходить мертвого астронавта та несе його інкрустований коштовностями череп до стародавнього потойбічного міста. Кістки астронавта пливуть у напрямку сонячного затемнення, а група жінок виконує ритуал із черепом у центрі міста. 
Кліп знімали у вересні 2015 року на студії в Брукліні. Боуї робив багато пропозицій і надсилав Ренку ескізи ідей, які він хотів включити. Спочатку режисер відмовився підтвердити або спростувати, що астронавт на відео був майором Томом — відомим персонажем Бові, — але пізніше сказав у документальному фільмі BBC: «Для мене це був 100 % майор Том». Саме Бові придумав, щоб у жінки був хвіст, пояснивши це тим, що «це щось сексуальне». Співак грає трьох різних персонажів: сліпого з «очами-ґудзиками», «священника», що тримає книгу з тисненим символом «★», та «яскравого обманщика» в середині пісні. 
За словами саксофоніста Донні Маккасліна, Бові зізнався йому, що пісня була про ІДІЛ. Офіційний представник музиканта заперечував, що пісня будь-яким чином пов'язана із ситуацією на Близькому Сході. 
Хореографія кліпу, зокрема танець у сцені на мансарді, запозичена з інших творів, серед яких мультфільм Макса Флейшера «Попай-моряк». Танцівниця в сцені на горищі також виконує характерний рух з іншого відео Бові «Fashion». Відеокліп на пісню «Blackstar» здобув нагороду за найкращу художню постановку на MTV Video Music Awards 2016.

## Сприйняття
Раян Домбал з Pitchfork високо оцінив пісню, назвавши її «Найкращим новим треком». Домбал також назвав її «надзвичайно дивною і широкою» і зазначив, що вона «ближче до кокаїнових фантазій Station to Station 1976 року, ніж майже до всього, що він [Бові] робив після цього». 
Pitchfork Media поставили «Blackstar» на 11 місце у списку найкращих музичних відео 2015 року. Саймон Крітчлі прокоментував зв'язок Боуї з Елвісом Преслі, посилаючись на текст пісні Преслі «Black Star» як на підказку. 
У щорічному опитуванні критиків Pazz & Jop, що проводився газетою Village Voice, «Blackstar» посіла 9 місце серед найкращих творів 2016 року разом із «Work» Ріанни.

## Учасники запису
Список учасників запису взято з анотації до синглу Blackstar.
Музиканти
- Девід Боуї — вокал, акустична гітара, зведення, продюсування, аранжування струнних
- Тім Лефевр — бас-гітара
- Марк Гіліана — ударні, перкусія
- Донні МакКаслін — флейта, саксофон, дерев'яні духові
- Бен Мондер — гітара
- Джейсон Лінднер — фортепіано, орган, клавішні

Технічний персонал
- Тоні Вісконті — виробництво, струнні, звукорежисер, зведення
- Джо ЛаПорта — інженер майстерингу
- Кевін Кіллен — звукорежисер
- Ерін Тонкон — помічник режисера
- Джо Вішіано — помічник режисера
- Кабір Хермон — помічник режисера
- Том Елмхірст — інженер зведення

## Місця в чартах
| Chart (2015–16)                           | Peak position |
| ----------------------------------------- | ------------- |
| Austria (Ö3 Austria Top 40)               | 69            |
| Belgium (Ultratop Flanders)               | 84            |
| Belgium (Ultratop Wallonia)               | 37            |
| Канада (Canadian Hot 100)                 | 53            |
| France (SNEP)                             | 45            |
| Germany (Official German Charts)          | 97            |
| Угорщина (Single Top 40)                  | 16            |
| Ірландія (IRMA)                           | 62            |
| Italy (FIMI)                              | 31            |
| Японія (Japan Hot 100)                    | 55            |
| Japan Hot Overseas (Billboard)            | 8             |
| Netherlands (Single Top 100)              | 44            |
| Portugal (AFP)                            | 5             |
| Spain (PROMUSICAE)                        | 84            |
| Sweden (Sverigetopplistan)                | 50            |
| Switzerland (Swiss Hitparade)             | 20            |
| Велика Британія (Official Charts Company) | 61            |
| US Billboard Hot 100                      | 78            |
| США (Hot Rock Songs) (Billboard)          | 13            |